# Ракетний інцидент у Грузії 2007 року
Ракетний інцидент у Грузії 2007 року стосується приземлення ракети в грузинському селі Цілубані Горійського району поблизу зони грузино-осетинського конфлікту, близько 65 км (40 миля) на північний захід від Тбілісі, столиці Грузії, 7 серпня 2007 року. Грузинські чиновники заявили, що два російські бойові літаки порушили її повітряний простір і випустили ракету, яка впала на околиці села, але не вибухнула. Росія спростувала ці звинувачення і заявила, що Грузія, можливо, випустила ракету по своїй території, щоб спровокувати напругу в регіоні. Для розслідування інциденту до Грузії було направлено кілька експертних груп. У той час як дві міжнародні слідчі групи підтвердили заяви Грузії, російська команда їх відхилила. Організація з безпеки і співробітництва в Європі (ОБСЄ) заявила, що було "надзвичайно важко мати чітку картину", враховуючи суперечливий характер висновків експертів. Організація вирішила не розпочинати власне розслідування інциденту. Посол Португалії в ОБСЄ виступив із заявою від імені ЄС, який утримався від підтримки ні грузинської, ні російської версії подій.

## Передумови
Ракетний інцидент стався на тлі зростання напруженості між Грузією та Росією після Революції троянд 2003 року, яка привела до влади прозахідного президента Михайла Саакашвілі. Серед іншого, його бажання приєднатися Грузії до НАТО та ЄС, а також прагнення до розширення економічних і військових зв'язків із Заходом, роздратували Росію, оскільки це означало втрату російського впливу в регіоні. Відтоді кілька криз, інцидентів та звинувачень змінювали один одного: криза в Аджарії 2004 року, диверсії в Північній Осетії в 2006 році, заборона Росії на молдавські та грузинські вина в 2006 році, криза в Кодорі 2006 року, грузинсько-російський шпигунство 2006 року та березневий шпигунство. Інцидент з вертольотом у Грузії 2007 року.

## Інцидент
Міністр внутрішніх справ Грузії Вано Мерабішвілі повідомив, що два штурмовики Сухого увійшли в повітряний простір Грузії з Росії о 7.30. вечора 7 серпня і випустив щонайменше одну ракету класу "повітря- земля" по селу Цілубані. Ракета залишила 16-футову воронку в полі, але не спрацювала. Пізніше сапери знешкодили ракету.

## Реакції та погляди

### Грузія
Грузинські експерти ідентифікували ракету як Х-58 АРМ радянської розробки. Залишки ракети були знищені грузинською владою до того, як її ідентичність змогла підтвердити Спільна контрольна комісія. Президент Грузії Михайло Саакашвілі заявив, що цей інцидент є частиною моделі російської агресії проти її сусідів, і закликав європейські держави засудити Москву. Грузія заявила, що має радіолокаційні докази, які підтверджують, що літак вторгнення прилетів з Росії, і заявила, що удар мав на меті, але безуспішно, знищити радіолокаційне обладнання, нещодавно встановлене поблизу зони конфлікту в Південній Осетині. Грузинські експерти припустили, що пілот не стріляв, а кинув ракету і втік після того, як дружні сили Південної Осетії помилково випустили зенітну ракету по його літаку.Колишній президент Грузії Едуард Шеварднадзе заявив, що під час його перебування на посаді російські літаки регулярно бомбили грузинські сили під час воєн 1990-х років, коли Абхазія та Південна Осетія вийшли з-під контролю центрального уряду. «Я не відкрию жодних великих секретів, якщо скажу, що такі порушення повітряного простору Грузії та бомбардування були звичайними під час мого президентства. Але російські війська ніколи нічого з цього не визнавали», – сказав Шеварднадзе.
Грузинські опозиційні політики Саломе Зурабішвілі та Шалва Нателашвілі припустили, що за інцидентом могла стояти грузинська влада, яка була задумана як провокація. 
22 серпня, після висновків двох міжнародних і російського розслідувань (див. нижче), посол Грузії в ООН Іраклій Аласанія звинуватив Росію у спробі «залякати Грузію та оцінити військову готовність Грузії». Він також додав, що Грузія повинна зайняти «абсолютно рішучу позицію, що не підлягає обговоренню, перед обличчям спроб використовувати військову силу для дестабілізації демократичної держави та спроби вплинути на її внутрішню та зовнішню політику».

### Південна Осетія
Президент Південної Осетії Едуард Кокойти назвав цей інцидент "провокацією, організованою грузинською стороною, спрямованою на дискредитацію Росії", заявивши, що в Південній Осетії впала чергова бомба. За його словами, «у понеділок грузинський військовий літак перетнув Південну Осетію, здійснив маневри над осетинськими селами та скинув дві бомби». 9 серпня 2007 року президент Південної Осетії Едуард Кокойти оголосив, що він має намір попросити Росію розгорнути системи протиповітряної оборони в республіці, щоб запобігти таким майбутнім інцидентам.

### Росія
Росія також спростувала претензії Грузії. Пізніше того ж дня міністерство закордонних справ Росії заявило, що грузинські літаки, можливо, випустили ракету по своїй території, щоб спровокувати напруженість у регіоні та зірвати засідання Спільної контрольної комісії з врегулювання грузино-південноосетинського конфлікту. Грузія відразу засудила цю заяву як абсурд.Павло Акульонок, інженер ВПС Росії, який працює на російську команду, яка розслідує інцидент, сказав, що «грузинська сторона підробила факти». Він сказав, що багато частин ракети, які зазвичай залишаються після удару, не вдалося знайти.

### Інший
Заступник помічника держсекретаря США з європейських справ Метью Брайза відкинув звинувачення Росії, порадивши Москві пом’якшити свою риторику щодо Грузії. Прес-секретар Єврокомісії Крістіан Хоманн закликала Грузію та Росію проявити стриманість і заявила, що не можна далі коментувати інцидент, доки не будуть відомі повні факти. Вона додала, що цю справу розслідує команда ОБСЄ. ОБСЄ також закликала обидві сторони проявити стриманість.
Адріан Бломфілд повідомив у The Daily Telegraph, що деякі коментатори припустили, що група кремлівських прихильників жорсткої лінії має намір спровокувати військове зіткнення, щоб дати привід змінити російську конституцію і дозволити російському президенту Володимиру Путіну залишитися при владі.  Експерт з Кавказу в Московському Центрі Карнегі Олексій Малашенко заявив, що, можливо, ця фракція наказала запустити фіктивну ракету, щоб розігріти кризу. Але він сказав, що більш імовірно, що ракетна атака могла бути здійснена місцевими підрозділами російської армії без відома російського уряду.
Stratfor, приватне розвідувальне агентство, що базується в Сполучених Штатах, припускає, що "з огляду на регіональні події за останні кілька тижнів, ця "бомба" була набагато швидше грузинською, ніж російською. (І ще більш імовірно, що він був випадково скинутий грузинським літаком, який не любив і не обслуговував, а не навмисно)".

## Наслідки

### Звіт ОБСЄ
За словами прес-секретаря Міністерства закордонних справ Грузії та Організації з безпеки і співробітництва в Європі (ОБСЄ) у Відні, місія ОБСЄ повідомила про «один літак, який летить з північного сходу», хоча звіт ще не оприлюднено. Прес-секретар підкреслила, що це "внутрішній звіт, який не відображає позицію ОБСЄ". Державний міністр Грузії Давіт Бакрадзе додав, що "на північному сході немає іншої країни, крім Росії".
17 серпня 2007 року діючий голова ОБСЄ, міністр закордонних справ Іспанії Мігель Анхель Моратінос призначив хорватського дипломата та екс-міністра Міомира Жужула «своїм особистим представником у місії до Грузії щодо (а) ракетного інциденту, який стався на 6 серпня», нібито російський ракетний удар по території Грузії. Як повідомляється, Жужул поїде до Грузії та Російської Федерації на початку тижня 20 серпня. Як повідомляється, до нього приєднається тимчасовий повірений у справах іспанського постійного представництва при ОБСЄ Артуро Перес Мартінес.
30 серпня у Москві відбулася зустріч чинного голови ОБСЄ, міністра закордонних справ Іспанії Мігеля Анхеля Моратіноса з міністром закордонних справ Росії Сергієм Лавровим. Міністри обговорили серед іншого ракетний інцидент, а Моратінос виклав зміст звіту, підготовленого його спеціальним представником Жужулом про зустрічі, які він мав тиждень тому в Москві та Тбілісі. Звіт, який ще не оприлюднений, Жужул представить на засіданні Постійної ради ОБСЄ у Відні 6 вересня. Прес-секретар ОБСЄ сказав, що "головне тут полягає в тому, що ОБСЄ не має права виносити рішення або показувати пальцем. Це вислухати всі сторони, рекомендувати й шукати способи уникнути подібних інцидентів та напруженості в майбутньому. Тож мова йде не про спробу встановити, хто був відповідальним або що саме сталося, а про те, щоб подивитися в майбутнє, щоб спробувати знайти способи, щоб подібні речі не повторилися».
6 вересня 2007 року, через місяць після інциденту, відбулася закрита сесія Ради ОБСЄ. Посол США в ОБСЄ Джулі Фінлі відкинула доповідь російських експертів і закликала ОБСЄ почати власне розслідування. Жужул не підтримав цю пропозицію; ОБСЄ не буде розслідувати цей інцидент. Натомість організація зосередиться на запобіганні подібних інцидентів у майбутньому, оперативно втручаючись у разі кризи.

### Рада Безпеки ООН
Міністерство закордонних справ Грузії намагалося забезпечити проведення сесії Ради Безпеки ООН для обговорення інциденту та заохочення міжнародної участі в розслідуванні нападу. Колишній президент Грузії Шеварднадзе відкинув спроби залучити Організацію Об'єднаних Націй, оскільки Росія використає своє вето як постійний член Ради Безпеки, щоб зірвати будь-яке реальне розслідування чи критику.
16 серпня Сполучені Штати, які підтримали заклик Грузії до спеціальної сесії, спробували домогтися, щоб Рада Безпеки оприлюднила заяву щодо ймовірного інциденту. Однак Росія заблокувала цей крок, назвавши його «передчасним».

### Міжнародне розслідування
15 серпня група оборонних спеціалістів із США, Швеції, Латвії та Литви, залучених до міжнародного розслідування на прохання Грузії, оприлюднила свої висновки в Тбілісі.  Група підтвердила, що літак тричі летів з Росії в повітряний простір Грузії і назад, і описала ракету як КН-58 російського виробництва, яка призначена для знищення радіолокаційних систем. Команда додала, що ВПС Грузії "не мають літаків, оснащених або здатних запустити" цю ракету.
Група російських слідчих також прибула до Грузії 16 серпня, щоб провести власне розслідування. Виступаючи на прес-конференції в Тбілісі, російський посол Валерій Кеняйкін заявив 16 серпня, що Москва не вважає докази міжнародної команди переконливими. Він також сказав, що російська команда представила докази, які спростовують висновки команди, прокоментувавши, що: «Документи, передані грузинській стороні, показують – і я сподіваюся, підтвердять – відсутність будь-якої інформації чи елементів [інформації], що свідчать про порушення повітряного простору Грузії. Росією». Представник російських ВПС також стверджував, що грузинська влада надала російським слідчим частини кількох різних ракет, на деяких з яких були сліди іржі.
Представник, призначений ОБСЄ для розслідування інциденту, зустрівся з грузинськими чиновниками в Тбілісі та поїхав до Москви.
Група експертів з Великобританії, Польщі та Естонії підтвердила результати попереднього міжнародного розслідування про те, що військовий літак незаконно увійшов у її повітряний простір з Росії та скинув або викинув ракету, перш ніж повернутись до Росії.